# Comté de Franklin (Iowa)
Pour les articles homonymes, voir Comté de Franklin.
Le comté de Franklin est un comté de l'État de l'Iowa aux États-Unis. Il comptait 10074 habitants en 2000, son chef-lieu est Hampton.

## Géographie
Sa superficie est de 1 510 km2 dont 1 509 km2 de terre et 1 km2 de surfaces aquatiques.

## Localités

### Villes
- Iowa
- Alexander
- Coulter
- Dows
- Geneva
- Hampton
- Hansell
- Latimer
- Popejoy
- Sheffield

### Census-designated Places
- Bradford
- Chapin